# コナミ80'sアーケードギャラリー
『コナミ80'sアーケードギャラリー』はコナミ（現・コナミデジタルエンタテインメント）のゲームソフト。
コナミの1980年代のアーケードゲームを1本に収録したオムニバスソフトで、まず1998年にアーケードゲーム用として発売され、翌年にプレイステーションにも移植された。主に縦画面のゲームを収録。
アメリカでは『Konami Arcade Classics』として発売された。

## 収録作品
☆のゲームは家庭用初移植。
- スクランブル:1981年 ☆
- スーパーコブラ:1981年
- プーヤン:1982年
- タイムパイロット:1982年
- ジャイラス:1983年
- ロックンロープ:1983年 ☆
- サーカスチャーリー:1984年
  - 一部のサウンドがオリジナルのものに変更されている。
- ロードファイター:1984年
- イー・アル・カンフー:1985年 ☆（アーケード仕様として）
  - 元は横画面であるが、本作のAC版では他の作品と合わせるために縦画面仕様になっている。
- ショーリンズロード（少林寺への道）:1985年 ☆

## PS版の仕様
- 日本国内において、「イー・アル・カンフー」は、アーケード版とコンシューマ版では内容が全く異なっていたが、本作ではAC版が初めて家庭用に移植された。

- 難易度と残機数の設定変更は出来るものの、画面サイズの変更は出来ない。スコア、残機などの情報は画面右側に表記される。ただし、「サーカスチャーリー」は画面が縮小された状態（スコア表示部分から上を削除）となり、各種情報はアーケード版と同じ所に表示される（ゲーム画面は左寄りのまま）。また、収録作品の中で唯一横画面のゲームである「イー・アル・カンフー」は、オリジナルとは画面レイアウトが異なっている。

- ゲームを選択すると、クレジットが投入された状態で開始する。また、ゲームオーバーになった場合、プレイしていた元のゲームではなく本作のタイトル画面に戻されてしまう。このため、各ゲームのデモ画面やクレジット音を視聴することは不可能。